# Andreas Hinterstoisser

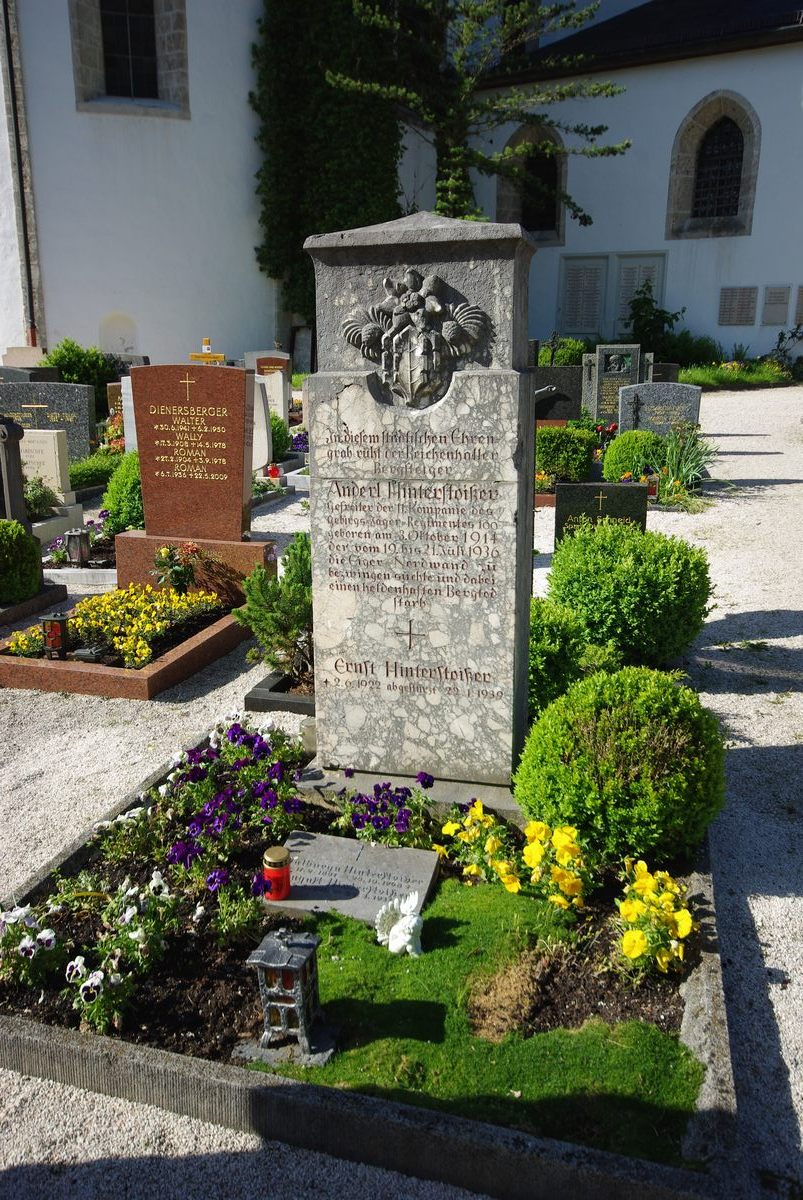
Čestný hrob na hřbitově v Bad Reichenhall

Andreas Hinterstoißer (v přepisu také Hinterstoisser; 3. října 1914 v Bad Reichenhall, Bavorsko, Německo – 21. července 1936 na severní stěně Eigeru, Švýcarsko) byl německý horolezec.

## Životopis
Hinterstoißer byl profesí úředník v bance, v roce 1935 pak nastoupil k Wehrmachtu. Svoji službu vykonával spolu se svým přítelem Toni Kurzem u reichennhallské horské jednotky. Stejně jako on získal v armádním kurzu titul horského vůdce.

### Prvovýstupy

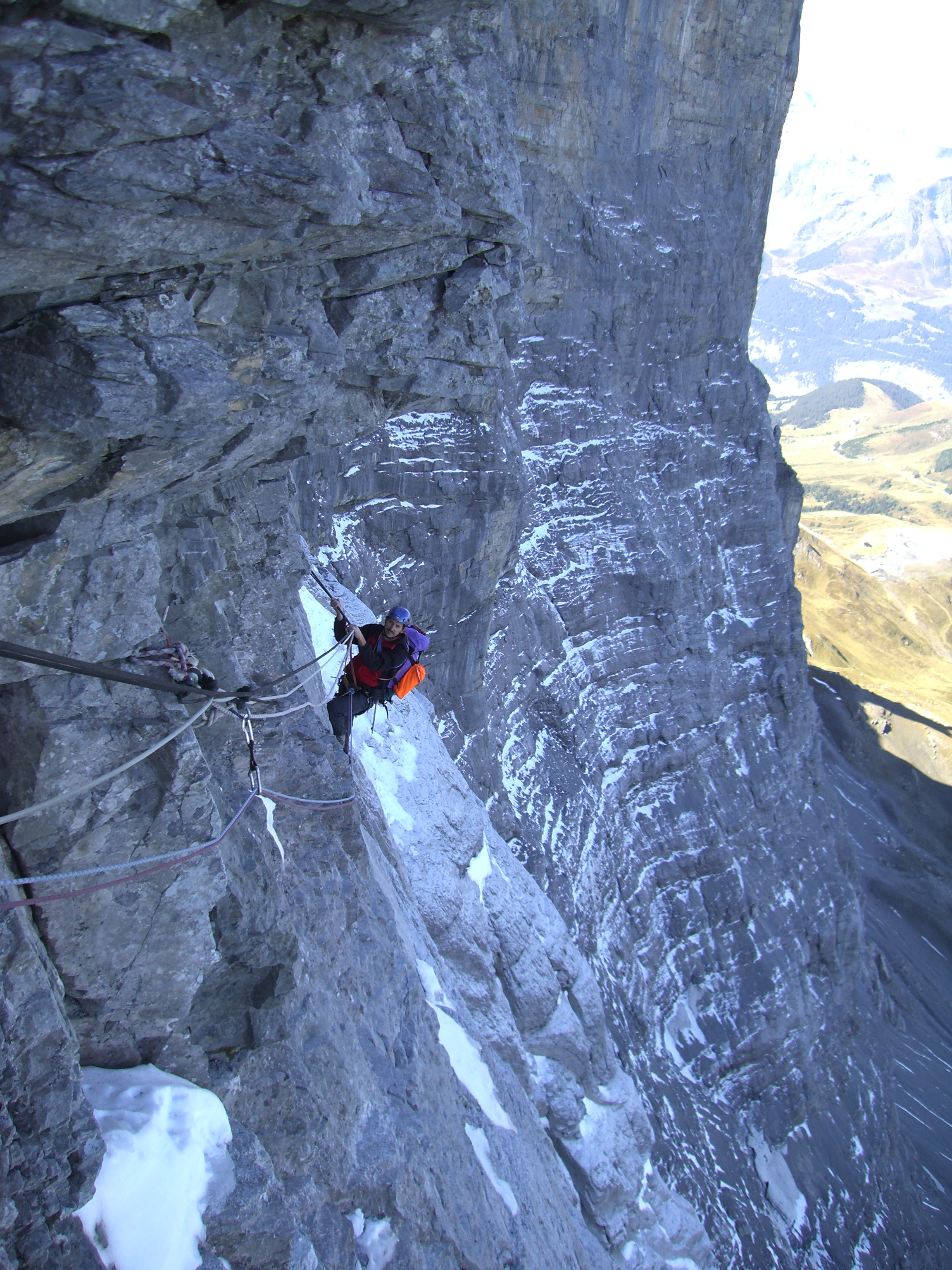
Hinterstoisserův traverz, 2007

- 1932: severovýchodní stěna Rotleitenschneidu
- 1934: Berchtesgadener Hochthron, jihozápadní stěna
- 1936: Berchtesgadener Hochthron, jižní stěna
- 1935: Wartstein-West-Kante „Wartsteinkante”
- 1936: Großes Mühlsturzhorn, jižní stěna
- 1935: 3. Watzmannkind, jižní stěna

### Výstup na Eiger
Spolu se čtyřčlennou skupinou (Andreas Hinterstoisser, Toni Kurz, Willi Anger, Edi Rainer) se v červenci 1936 pokusil zdolat smutně proslulou severní stěnu Eigeru. Zde zahynul smeten ze stěny lavinou.
V roce 2008 byl o výstupu na Eiger natočen film Nordwand.